# Friskvård
Friskvård är ett samlingsbegrepp på åtgärder som stimulerar en person till egna aktiva hälsobefrämjande insatser, det vill säga att hålla sig frisk genom sunda levnadsvanor. 
Sunda levnadsvanor som ofta framhålls är lämplig kost, fysisk aktivitet, goda sömnvanor och att undvika rökning, droger, alkohol och stress.
I Sverige kan arbetsgivare bekosta friskvård för anställda utan att betala skatt, och göra så kallat friskvårdsavdrag.

## Definitioner
- "Åtgärder för att förebygga sjukdomar" [4]
- "Alla aktiva åtgärder som bidrar till att befrämja hälsan genom att stärka och utveckla de mänskliga resurserna såväl de fysiska och mentala som de sociala.” [5]